# Moon (テレビドラマ)
『moon』は2005年8月11日・24時35分～25時35分で関西テレビにて放送された単発テレビドラマ。
2003年の「LOVE&GO!」、2004年の「テイクオフ!」に続く眞鍋かをり主演ドラマ第3弾。
番組内のCMは全て、準主役クラスがストーリーの設定のままストーリーの流れの中で商品紹介する形式を取っており、さらにそのCMがキーワードとなって自動車等が当たるプレゼントクイズが実施されるという独特なスタイルを持つ。

## 出演者
- イツキ：眞鍋かをり
- トモヤ：和田正人
- ユミ：河村和奈
- コウジ：鈴木信二
- ミツオ：乙黒史誠
- 太田公恵：豊田麻里

## スタッフ
- プロデューサー：重松圭一（関西テレビ）、 松本朋丈（コクーン）
- 監督：上野コオイチ
- 撮影：安田光
- 脚本：大久保智巳、大久保朋巳